# Бочек Ксенія Олександрівна
Ксе́нія Олекса́ндрівна Бочек (нар. 24 березня 2009) — українська стрибунка у воду, чемпіонка Європи.

## Кар'єра
З 2025 року почала виступати на дорослому рівні. На чемпіонаті Європи в Анталії, разом з Діаною Карнафель стала чемпіонкою в синхронних стрибках з трампліна.